# سوسک مته‌دهان کهن‌سرا
سوسک مته‌دهان کهن‌سرا(نام علمی: Hylotrupes bajulus) نام یک گونه از زیرخانواده سوسک‌های سرامبیسینائه است.